# Calcodes carinatus
Calcodes carinatus is een keversoort uit de familie van de vliegende herten (Lucanidae). De wetenschappelijke naam is gepubliceerd in 1758 door Linnaeus in de tiende editie van Systema naturae.